# Čret Posavski
Čret Posavski je naseljeno mjesto u Republici Hrvatskoj u Zagrebačkoj županiji. 

## Zemljopis
Administrativno je u sastavu općine Orle. Naselje se proteže na površini od 2,92 km².

## Stanovništvo
Prema popisu stanovništva iz 2011. godine u Čretu Posavskom živi 91 stanovnika i to u 28 kućanstava. Gustoća naseljenosti iznosi 31 st./km².
| broj stanovnika | 54    | 57    | 73    | 96    | 107   | 100   | 103   | 98    | 82    | 77    | 74    | 53    | 52    | 78    | 105   | 91    | 103   |
|                 | 1857. | 1869. | 1880. | 1890. | 1900. | 1910. | 1921. | 1931. | 1948. | 1953. | 1961. | 1971. | 1981. | 1991. | 2001. | 2011. | 2021. |